# 盧盧鎮區 (堪薩斯州米切爾縣)
盧盧鎮區（英語：Lulu Township）為美國堪薩斯州米切爾縣轄下的鎮區。2010年美国人口普查中該鎮區人口有87人。

## 地理
盧盧鎮區涵蓋總面積為91.99平方（35.52平方英里），其中91.99平方（35.52平方英里）為陸地，0.00平方（0平方英里）或0.00%為水域。海拔高度479（1,572英尺）。

## 人口統計
根據2010年美國人口普查，盧盧鎮區人口有87人，住房41戶，人口密度為0.95人/每平方公里。此鎮區居民之種族中，白人有86人，非裔美國人有0人，美洲原住民有0人，亞裔美國人有0人，太平洋島裔美國人有0人，其他種族有0人，混血種族則有1人。此外此鎮區有0人為西班牙裔或拉丁裔美國人。

## 交通

### 主要公路
- 9號堪薩斯州州道